# Williams (cràter marcià)
Williams és un cràter d'impacte del planeta Mart, localitzat al quadrangle Memnonia en les coordenades 18° 23′ 24″ S, 195° 51′ 36″ E. Mesura 123,2 quilòmetres de diàmetre i deu el seu nom a l'astrònom aficionat britànic Arthur S. Williams. El nom va ser aprovat per la UAI el 1973.